# 중합수축
중합수축(Polymerization shrinkage)는 고분자를 경화(중합)시킬때 발생하는 수축이다.
중합반응을 통해 다량의 작은 단량체 분자들이 소수의 큰 중합체 분자가 만들어지는데  중합시 공유결합을 하면서 분자들의 간격이 줄어들어 수축이 일어나는 것이다.

## 피해
중합체 내부의 미세균열, 충전재 용도의 고분자의 경우 고분자와 외부 사이에 틈을 만든다. 치아 충전재의 경우 미세누출은 재발성우식, 착색, 지각과민증 등의 원이 되기 때문에 수복시 미세누출의 가능성을 줄이는 노력을 해야한다.

## 대책
실리카 등 중합에 참여하지 않는 충전재(Filler)의 함량을 높이는 방법, 이미 몇단위가 결합한 고분자 전구체(prepolymer)의 이용, 적층법 등 조금씩 채워가는 방법을 이용함으로서 줄일 수 있다.

## 팽창단량체의 이용
팽창단량체(Expanding Monomers)란 중합수축 대신 중합팽창이 일어나는 고분자 단량체를 말한다. 고리 열림 중합(개환중합)을 이용한다.